# Krzysztof Kołomański
Krzysztof Marek Kołomański, né le 16 août 1973 à Opoczno, est un céiste polonais pratiquant le slalom.

## Palmarès

### Jeux olympiques
- 2000 à Sydney,  Australie
  -  Médaille d'argent en C-2 slalom avec Michał Staniszewski[1]

### Championnats d'Europe de slalom
- 2000 à Mezzana,  Italie
  -  Médaille de bronze en C-2 slalom avec Michał Staniszewski